# Kazanj
Kazanj (rus. Каза́нь) ili Kazan (tat.: Казан) glavni je grad Republike Tatarstan i jedan od najvećih gradova Ruske Federacije. Veliko je industrijsko, trgovinsko i kulturno središte, i najvažnije središte tatarske kulture. Kazanj leži na sutoci rijeke Kazanke (tatarski: Казансу) u Volgu (nom. tatarski: İdel), u središnjoj europskoj Rusiji. Kazanski kremlj je upisan na UNESCO-ov popis mjesta svjetske baštine u Europi kao jedinstven ruski kremlj koji je izgrađen na temeljima bugarske islamske utvrde. 

## Ime
Podrijetlo imena je nejasno. Moguće je da se izvelo iz qazğan, tatarske riječi za jamu, iskop.
"Kazan" je izvorno ime za posebnu vrstu tave, prosulje, obla dna, ali čvršće i teže (za razliku od turcizma "kazan" u hrvatskom – kotao). Među Tatarima se vjeruje da je grad imenovan prema ovom predmetu zbog sličnosti sa zemljopisnim oblikom mjesta gdje se nalazi, nizine U-oblika.
Postoji i romantičnija legenda o tatarskoj kraljevni po imenu Söyembikä koja je ispustila zlatnu posudu (kazan) u rijeku dok ju je prala, a na mjestu gdje je današnji grad.

## Povijest
Godina kada su Kazanj osnovali Povolški Bugari predmet je rasprava, jer su spisi iz tog razdoblja rijetki. Procjene se kreću od ranog 11. stoljeća do kasnog 13. stoljeća (vidi Iske Qazan). Kazanj je bio utvrđena utvrđena postaja na granici između Povolške Bugarske i ugro-finskih plemena Marijaca i Udmurta.
Drugo pitanje u svezi s gradom jest gdje je gradska tvrđa izvorno sagrađena. Arheološkim istraživanjima pronađeni su ostatci gradskog naselja na tri mjesta u današnjem gradu:
- u Kazanskom kremlju
- u Bişbalti na mjestu današnjeg samostana Zilantaw i
- blizu jezera Qaban.

Najstariji je kremlj, kojeg se datira najkasnije u 11. stoljeće, a od 2000. uvršten je u UNESCOv popis mjesta svjetske baštine u Europi. 
U 11. i 12. stoljeću, Kazanj je moždab štitio povolški trgovački put koji je išao od Skandinavije do Perzije. Bio je trgovačko središte, glavno naselje Povolško-Bugarskih doseljenika u širem području.
U 13. stoljeću, Kazanj su ponovo naselili stanovnici Bolğara i Bilära, koje su razorili Mongoli. Kazanj je postao središte kneževine, koja je bila u vazalnom odnosu prema Zlatnoj Hordi.
Po uništenju Zlatne Horde, Kazan je 1438. godine postao glavni grad moćnog Kazanskog Kanata. Gradska tržnica Taş Ayaq (Kamena noga) postala je najvažnije trgovinsko središte u cijeloj regiji, posebice za namještaj. Tvrđava i kanal Bolaq su obnovljeni čime je pojačana obrambena sposobnost grada. Ipak, Rusi su uspjeli nakratko zauzeti grad, ali su se 1487. godine povukli.
Godine 1552. grad je nasilno pripojila Rusija pod Ivanom IV. Groznim. Za vrijeme uprave Aleksandra Gorbatji-Šujskog, većina kazanjskih Tatara bila je ubijena, prognana ili prisilno pokrštena, a džamije i palače su razrušene. Preživjelo tatarsko pučanstvo preseljeno je na mjesto 50 km udaljeno od grada, a ovo je područje naseljeno ruskim poljodjelcima i vojnicima. Tatari u ruskoj službi naseljeni su u predgrađu Tatar Bistäse pokraj gradskih zidina. Ondje su se nastanili i kasniji tatarski doseljenici, trgovci i obrtnici.
Kazanj je uvelike uništen velikim požarima. Nakon jednog od njih, 1579. godine, u gradu je otkrivena ikona Gospe Kazanske.
Za vrijeme Doba nevolja u Rusiji, neovisnost Kazanskog Kanata ponovno je uspostavljena uz pomoć ruskog stanovništva. Razdoblje neovisnosti okončao je Kuzma Minjin 1612. godine. O povijesti tog razdoblja nema puno podataka.
Godine 1708. Kazanski je Kanat ukinut, i grad je postao sjedište gubernije. Nakon što ga je posjetio Petar Veliki, Kazanj je postao brodograđevna baza za Kaspijsku flotu.
Uvelike je razoren 1774. tijekom pobune pograničnih postrojba i seljaka, predvođenih atamanom Donskih Kozaka Jemeljanom Pugačovim. Grad je uskoro, tijekom vladavine Katarine II. Velike, obnovljen. Katarina je izdala ukaz kojim je ponovno dopuštena gradnja džamija u Kazanju, ali diskriminacija prema Tatarima je nastavljena.
Početkom 19. stoljeća osnovano je Kazansko državno sveučilište i počelo se znatnije razvijati tiskarstvo. Kuran je prvi put tiskan u Kazanju 1801. godine. 
Do konca 19. stoljeća, Kazanj je postao industrijsko središte Srednjeg Povolžja. Stanovništvo je iz okolnih sela dolazilo u Kazanj tražeći posao. 1875. godine pojavila se konjska željeznica, a 1899. Kazanj je dobio tramvaj.
Nakon ruske revolucije 1905., Tatarima je dopušteno oživljavanje Kazanja kao tatarskog kulturnog središta. Osnovano je prvo tatarsko kazalište i pokrenute prve tatarske novine.
Kazanj je 1918. godine postao sjedište Povolško-Uralske države (Idel-Ural) koju je boljševička vlada zatrla. Kazanj je bio središte i anti-boljševičke republike Bolaq artee.
Nakon listopadske revolucije, 1919. godine, Kazanj je postao sjedištem Tatarske ASSR. 1920-ih i 1930-ih godina većina gradskih crkava i džamija je srušena u sklopu proturelgijske kampanje koja je tada trajala u cijelom SSSR-u.
Za vrijeme drugog svjetskog rata, brojni industrijski pogoni preseljeni su u Kazanj, izvan dometa snaga Trećeg Reicha, pa je grad postao središte vojne industrije s proizvodnjom tenkova i zrakoplova.
Po raspadu SSSR-a, 1990-ih, Kazanj je opet postao središte tatarske kulture, a separatističke su težnje ojačale.
Od 2000. godine Kazanj se ubrzano obnavlja. Prva linija podzemne željeznice otvorena je 27. kolovoza 2005. Ova "Središnja linija" (Centraljnaja linija) vozi smjerom sjever-jugoistok. Ima pet postaja. a postoje planovi za proširenje linije u oba smjera, tako da bi broj postaja bio 11; 5 postaja na kraku koji bi prelazio rijeku Kazanku i išao dalje prema sjeveru, dok bi jedna postaja upotpunila jugoistočni kraj linije.
Kazanj je proslavio svoju tisućgodišnjicu 2005., kada je u kremlju otvorena Džamija Qolsharif, najveća u Rusiji, a ikona Gospe Kazanjske vraćena je u grad. Ipak, nadnevak "tisućljetnice" postavljen je poprilično odoka.

## Promet
- Podzemna željeznica Kazanj

- Gradski autobus
- Trolejbus
- Tramvaj
- Metro

## Stanovništvo

### Broj stanovnika
- 1550.:    50.000
- 1708.:    40.000
- 1830.:    43.900
- 1839.:    51.600
- 1859.:    60.600
- 1862.:    63.100
- 1883.:   140.000
- 1897.:   130.000
- 1917.:   206.600
- 1926.:   179.000
- 1939.:   398.000
- 1959.:   667.000
- 1979.:   989.000
- 1989.: 1,094.400
- 1997.: 1,076.000
- 2000.: 1,089.500
- 2002.: 1,153.000

## Povijesna imena
- nepoznato
- 1103. – 1220. Öçil
- 1220. – 1278. Ğazan/Qazan
- 1278. – 1350. Aqbikül
- 1350. – 1430. Bolğar âl-Cädid/Yaña Bolğar (Novi Bolğar

Vjerojatno je da je "Qazan" kao neformalno ime korišten u razdoblju 1278. – 1430.
Vidi još: Iske Qazan
tatarski:

(sada, 1928. – 1939.): Qazan; 

(1939. – 2000.): Казан

(1918. – 1928.).:  ﻦﺍﺯﺎﻘ 

(1922. – 1918.).:, 

arapski:  ﻦﺍﺯﻘ

ruski: Каза́нь [Kazań]

arapski (povijesno): Bulgar al-Jadid (u tatarskom prijevodu: Bolğar âl-Cädid) – Novi Bolğar

njemački: Kasan, 

latinski: Casan, 

francuski: Kazan

## Obrazovanje i visoko školstvo
- Kazanjsko federalno sveučilište
- Kazanjsko državno tehničko sveučilište

## Poznati Kazanjani
- Aleksandr Fadjejev, klizač na ledu
- Ana Gurari, klaviristica
- Vladimir Aleksandrovič Kotelnjikov, matematičar
- Karl Ludwig von Littrow, njemački astronom
- Aleksandr Romanovič Lurija, psiholog
- Georgij Konstantinovič Mosolov, testni pilot i učitelj zrakoplovstva
- Fjodor Fjodorovič Radecki, general
- Fjodor Ivanovič Šaljapin, operni pjevač
- Jevgenij Ljvovič Švarc, pisac i dramaturg

## Vanjske poveznice
- http://www.kazan.ru/views/list.php3?alb=  Arhivirana inačica izvorne stranice od 25. veljače 2005. (Wayback Machine)
- http://www.kazan1000.com/photo.htm  Arhivirana inačica izvorne stranice od 28. rujna 2011. (Wayback Machine)
- http://kazan.telecet.ru  Arhivirana inačica izvorne stranice od 11. veljače 2009. (Wayback Machine)
- http://www.kcn.ru/tat_en/history/h_nowe.htm  Arhivirana inačica izvorne stranice od 8. svibnja 2008. (Wayback Machine)
- http://photostranger.com/gallery/gallery_russia/kazan/  Arhivirana inačica izvorne stranice od 14. prosinca 2005. (Wayback Machine)
- http://kazan.ws

Sestrinski projekti
|  | Zajednički poslužitelj ima stranicu o temi Kazanj    |
|  | Zajednički poslužitelj ima još gradiva o temi Kazanj |